# New York Film Critics Circle Awards 2009
La 75ª edizione della cerimonia dei New York Film Critics Circle Awards, annunciata il 14 dicembre 2009, si è tenuta l'11 gennaio 2010 ed ha premiato i migliori film usciti nel corso del 2009.

## Vincitori e candidati

### Miglior film
- The Hurt Locker, regia di Kathryn Bigelow
- Tra le nuvole (Up in the Air), regia di Jason Reitman
- Fantastic Mr. Fox, regia di Wes Anderson

### Miglior regista
- Kathryn Bigelow - The Hurt Locker
- Wes Anderson - Fantastic Mr. Fox
- Quentin Tarantino - Bastardi senza gloria (Inglourious Basterds)

### Miglior attore protagonista
- George Clooney - Tra le nuvole (Up in the Air) e Fantastic Mr. Fox
- Jeff Bridges - Crazy Heart
- Jeremy Renner - The Hurt Locker

### Miglior attrice protagonista
- Meryl Streep - Julie & Julia
- Tilda Swinton - Julia
- Carey Mulligan - An Education

### Miglior attore non protagonista
- Christoph Waltz - Bastardi senza gloria (Inglourious Basterds)
- Christian McKay - Me and Orson Welles
- Peter Capaldi - In the Loop

### Miglior attrice non protagonista
- Mo'Nique - Precious
- Vera Farmiga - Tra le nuvole (Up in the Air)
- Anna Kendrick - Tra le nuvole (Up in the Air)

### Miglior sceneggiatura
- Armando Iannucci, Jesse Armstrong, Simon Blackwell e Tony Roche - In the Loop
- Jason Reitman e Sheldon Turner - Tra le nuvole (Up in the Air)
- Quentin Tarantino - Bastardi senza gloria (Inglourious Basterds)

### Miglior film in lingua straniera
- Ore d'estate (L'Heure d'été), regia di Olivier Assayas • Francia
- Gli abbracci spezzati (Los abrazos rotos), regia di Pedro Almodóvar • Spagna
- Maria Larssons eviga ögonblick, regia di Jan Troell • Svezia

### Miglior film di saggistica
- Of Time and the City, regia di Terence Davies
- Anvil! The Story of Anvil, regia di Sacha Gervasi
- Tyson, regia di James Toback

### Miglior film d'animazione
- Fantastic Mr. Fox, regia di Wes Anderson
- Up, regia di Pete Docter e Bob Peterson
- Coraline e la porta magica (Coraline), regia di Henry Selick

### Miglior fotografia
- Christian Berger - Il nastro bianco (Das weiße Band)
- Mauro Fiore - Avatar
- Roger Deakins - A Serious Man

### Miglior opera prima
- Steve McQueen - Hunger

### Menzione speciale
- Andrew Sarris